# Rondas Ostensivas Tobias de Aguiar

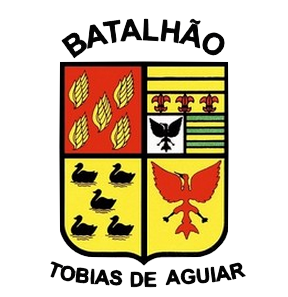
Emblema de la ROTA

Logotipo de las Rondas Ostensivas Tobias de Aguiar (ROTA)

Las Rondas Ostensivas Tobias de Aguiar, conocidas por el acrónimo ROTA, son las fuerzas especiales de la Policía Militar del estado de São Paulo, requeridas por su flexibilidad y capacidad de reacción rápida. Utilizadas en la necesidad de controlar situaciones de agitación civil, restaurar el orden público y defensa de núcleos urbanos. Su título oficial es "1º Batalhão de Policiamento de Choque Tobias de Aguiar". La unidad fue creada en 1970 inicialmente para evitar los asaltos a bancos por parte de organizaciones guerrilleras. Con la derrota de estos grupos sus tareas se ampliaron a la represión del crimen común.
La ROTA actúa en puntos críticos abordando vehículos y personas sospechosas, además de apoyar a otras unidades en sucesos de mayor gravedad, como robos. Las patrullas son formadas por cuatro policías, bajo el mando de un sargento, y son siempre motorizadas. La rutina de la ROTA es la vigilancia desde patrulleros, siendo que las incursiones en favelas y otras zonas de riesgo son hechas como resultado de la patrulla y no como acciones específicas. 

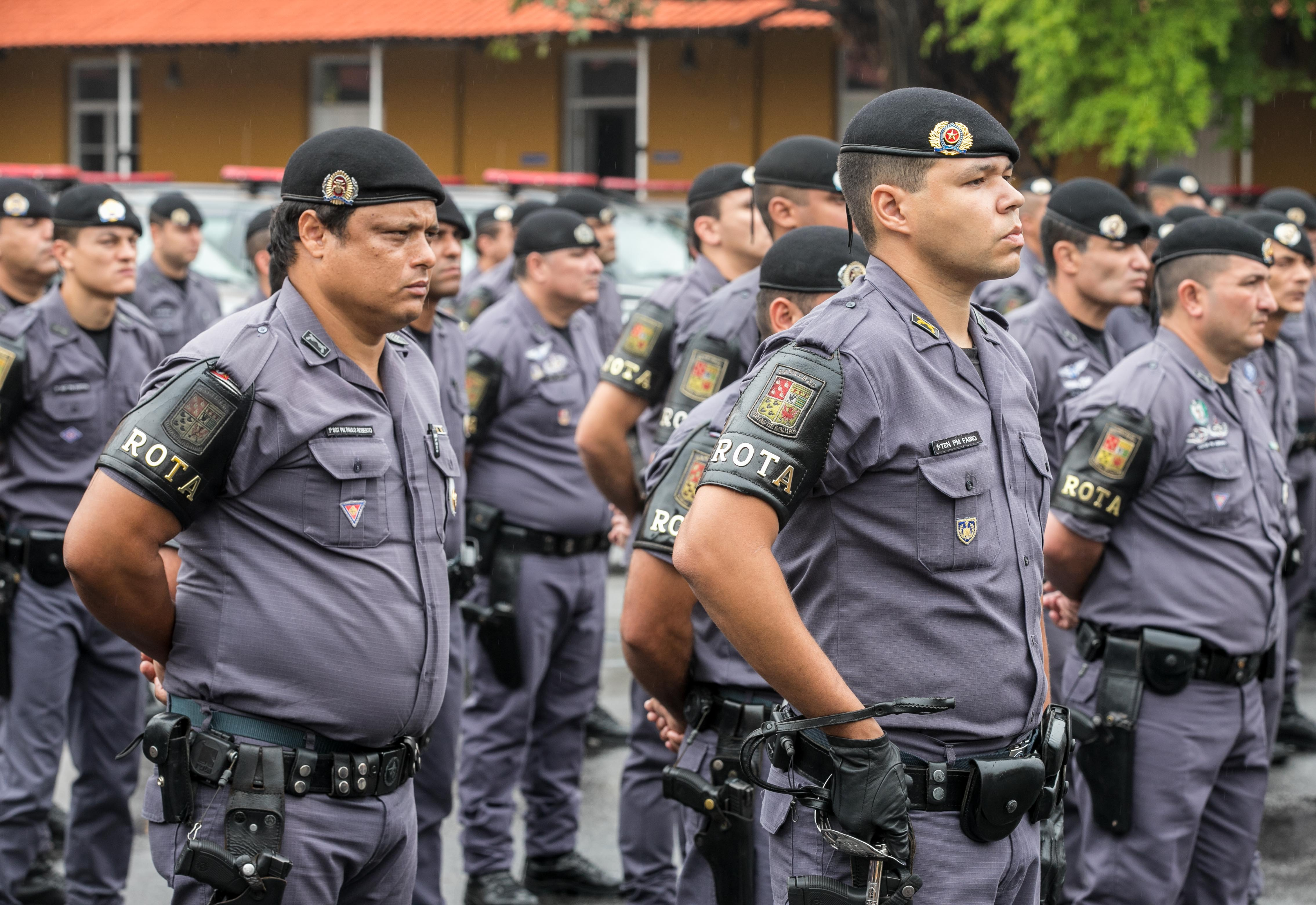
48 Aniversario de las Rondas Ostensivas Tobias de Aguiar - ROTA

## Fama
Actualmente es una de las unidades más eficaces, temidas  y respetadas de la policía brasileña.  La ROTA se haría famosa por la violencia de sus intervenciones y el gran número de muertos provocados, especialmente desde que en 1993 se publicara el libro Rota 66 por el periodista Caco Barcellos, en el que se relataban ejecuciones de delincuentes por parte de la unidad. La visión del Chevrolet Veraneio de la ROTA era el símbolo de miedo entre los delincuentes. Los miembros son también conocidos como "Boinas Negras".

## Armamento
Actualmente la ROTA usa las siguientes armas:
- Taurus PT24/7 - Pistola
- IMBEL FAL - Fusil de asalto
- Taurus/FAMAE SAF - Subfusil
- M16  - Fusil de asalto
- IMBEL IA2 - Fusil de asalto

## Vehículos
Desde la década de 1960, la ROTA ha utilizado los siguientes vehículos:
- 1960s - 1980s -   Chevrolet Veraneio
- 1990s  -   Chevrolet Veraneio Costumbre D-20
- 1990s - 2000s -   Chevrolet Blazer
- 2010s  -   Toyota Hilux SW4
- Desde 2014 -   Chevrolet TrailBlazer